# Robert Heyse
Robert Heyse, né le 10 mai 1908 à Gentbrugge et mort le 7 juillet 1977, est un joueur de football international belge actif durant l'entre-deux-guerres. Il joue durant toute sa carrière pour le RC Gand, au poste de milieu de terrain.

## Carrière en club
Robert Heyse fait ses débuts avec l'équipe première du RC Gand en 1925. À l'époque, le club milite en Division d'Honneur, le plus haut niveau du football belge. Le joueur s'impose rapidement dans l'effectif gantois et ses bonnes prestations lui permettent d'être sélectionné en équipe nationale belge en janvier 1928 pour disputer un match amical contre l'Autriche. Malheureusement, les résultats du club sont moins bons et il termine bon dernier en 1930, une place synonyme de relégation en Division 1. Robert Heyse reste fidèle à ses couleurs et aide l'équipe à remporter le titre un an plus tard, lui permettant de remonter directement parmi l'élite nationale. Il joue encore jusqu'en 1934 puis décide de mettre un terme à sa carrière de joueur.

### Statistiques
| Saison                | Club                  | Championnat           | Championnat | Championnat | Coupe(s) nationale(s) | Coupe(s) nationale(s) | Total | Total |
| Saison                | Club                  | Division              | M.          | B.          | M.                    | B.                    | M.    | B.    |
| 1925-1926             | RC Gand               | Division 1            | -           | -           | 0                     | 0                     | 0     | 0     |
| 1926-1927             | RC Gand               | Division 1            | -           | -           | -                     | -                     | 0     | 0     |
| 1927-1928             | RC Gand               | Division 1            | -           | -           | 0                     | 0                     | 0     | 0     |
| 1928-1929             | RC Gand               | Division 1            | -           | -           | 0                     | 0                     | 0     | 0     |
| 1929-1930             | RC Gand               | Division 1            | -           | -           | 0                     | 0                     | 0     | 0     |
| 1930-1931             | RC Gand               | Division 2            | -           | -           | 0                     | 0                     | 0     | 0     |
| 1931-1932             | RC Gand               | Division 1            | -           | -           | 0                     | 0                     | 0     | 0     |
| 1932-1933             | RC Gand               | Division 1            | -           | -           | 0                     | 0                     | 0     | 0     |
| 1933-1934             | RC Gand               | Division 1            | -           | -           | 0                     | 0                     | 0     | 0     |
| Total sur la carrière | Total sur la carrière | Total sur la carrière | 1           | -           | -                     | -                     | 1     | 0     |

## Carrière en équipe nationale
Robert Heyse compte une convocation et un match joué en équipe nationale belge. Celui-ci a lieu le 8 janvier 1928 lors d'un match amical face à l'Autriche.

### Liste des sélections internationales
Le tableau ci-dessous reprend toutes les sélections de Robert Heyse. Le score de la Belgique est toujours indiqué en gras.
| Date       | Compétition  | Adversaire | Lieu      | Score | Remarque |
| ---------- | ------------ | ---------- | --------- | ----- | -------- |
| 08/01/1928 | Match amical | Autriche   | Bruxelles | 1-2   |          |